# Tomáš Hořava
Tomáš Hořava est un footballeur international tchèque né le 29 mai 1988. Évoluant au poste de milieu relayeur, il joue actuellement avec le FC Viktoria Plzeň.

## Palmarès
SK Sigma Olomouc :
- Vainqueur de la Supercoupe de Tchéquie en 2012
- Viktoria Plzen :
- Champion de Tchéquie en 2015 et 2016

## Statistiques

### Statistiques détaillées par saison
Le tableau ci-dessous récapitule les statistiques en match officiel de Tomáš Hořava :
| Saison                | Club                  | Championnat           | Championnat | Championnat | Coupe(s) nationale(s) | Coupe(s) nationale(s) | Compétition(s) continentale(s) | Compétition(s) continentale(s) | Compétition(s) continentale(s) | Total | Total |
| Saison                | Club                  | Division              | M.          | B.          | M.                    | B.                    | Comp.                          | M.                             | B.                             | M.    | B.    |
| 2006-2007             | Sigma                 | 1                     | 6           | 0           | -                     | -                     | -                              | -                              | -                              | 6     | 0     |
| 2007-2008             | Sigma                 | 1                     | 8           | 0           | -                     | -                     | -                              | -                              | -                              | 8     | 0     |
| 2008-2009             | Sigma                 | 1                     | 26          | 4           | 2                     | 0                     | -                              | -                              | -                              | 28    | 4     |
| 2009-2010             | Sigma                 | 1                     | 22          | 2           | 6                     | 0                     | C3                             | 6                              | 1                              | 34    | 3     |
| 2010-2011             | Sigma                 | 1                     | 28          | 2           | 8                     | 5                     | -                              | -                              | -                              | 36    | 7     |
| 2011-2012             | Sigma                 | 1                     | 15          | 2           | 3                     | 2                     | -                              | -                              | -                              | 18    | 4     |
| 2012-2013             | Sigma                 | 1                     | 27          | 0           | 5                     | 1                     | -                              | -                              | -                              | 32    | 1     |
| 2013-2014             | Plzeň                 | 1                     | 28          | 1           | 7                     | 0                     | C1+C3                          | 10+4                           | 2+1                            | 49    | 4     |
| Total sur la carrière | Total sur la carrière | Total sur la carrière | 160         | 11          | 31                    | 8                     | -                              | 20                             | 4                              | 211   | 23    |

### Buts internationaux
| No | Date             | Lieu                                        | Adversaire | Résultat | Compétition  |
| -- | ---------------- | ------------------------------------------- | ---------- | -------- | ------------ |
| 1  | 15 novembre 2013 | Andrův stadion, Olomouc, République tchèque | Canada     | 2-0      | Match amical |
| 2  | 3 juin 2014      | Andrův stadion, Olomouc, République tchèque | Autriche   | 1-2      | Match amical |